# 齊鮑牧攻魯之戰

齊鮑牧攻魯之戰是發生於前487年齊國攻伐魯國的戰爭。
前490年，齊景公病重，授命國夏、高張立少子公子荼為太子，放逐群公子，遷他們至東萊。公子陽生出走魯國，期間季康子把妹妹季姬許配給悼公為妻。前489年，悼公即位後，派人去接季姬回齊國，因季姬把她與季康子的叔父季魴侯私通的事告訴季康子，季康子不敢把她送到齊國。悼公大怒，於前487年五月，派大夫鮑牧率齊軍討伐魯國，取讙及闡兩地。